# Музей экологического знания (Познань)
Музей экологического знания (пол. Muzeum Wiedzy o Środowisku) — музей, находящийся в городе Познань, Польша. Музей находится в ведении городского департамента окружающей среды и является подразделением отдела сельскохозяйственного и лесного хозяйства Польской академии наук. Музей находится на улице Буковской, 19.

## История
В 1908 году в бывшем здании пивоварни, построенном по проекту архитектора Пауля Питта было открыто помещение для проведения различных выставок. В 1918 году здание перешло в городскую собственность. С 1921 по 1924 гг. в музее устраивали художественные выставки. С 1925 года в помещение стал экспонировать свои материалы Музей естественной истории. В 1928 году музей был реконструирован, в результате чего была значительно увеличена площадь помещений.

## В настоящее время
В настоящее время музей демонстрирует чучела животных, расположенных по экологическим системам.
Вход в музей со стороны старого зоопарка; посещение музея бесплатно.